# Α-甲基苯乙烯
α-甲基苯乙烯 (AMS) 是一种有机化合物，化学式为C6H5C(CH3)=CH2，它是无色液体。
它可以在異丙苯工艺中作为副产物生成，或直接由異丙苯脱氢得到。
它的均聚物（聚(α-甲基苯乙烯)）不稳定，其上限温度低。